# Bon (Burkina Faso)
Pour les articles homonymes, voir Bon.
Bon est un village situé dans le département de Niabouri de la province de Sissili dans la région du Centre-Ouest au Burkina Faso.

## Éducation et santé
La commune accueille un centre de santé et de protection sociale (CSPS).